# Joana Fomm
Joana Fomm (Belo Horizonte, 1939. szeptember 14. –) brazil színész. 
Műfajai változatosak: szappanoperák, tévéfilmek, filmek és színdarabok.